# 1345
| 1345               |
| ------------------ |
| Dødsfald - Fødsler |
| • Begivenheder     |

| Gregoriansk kalender | 1345 MCCCXLV            |
| Ab urbe condita      | 2098                    |
| Armensk kalender     | 794 ԹՎ ՉՂԴ              |
| Kinesiske kalender   | 4041 – 4042 甲申 – 乙酉 |
| Etiopisk kalender    | 1337 – 1338             |
| Jødisk kalender      | 5105 – 5106             |
| Hindukalendere       |                         |
| - Vikram Samvat      | 1400 – 1401             |
| - Shaka Samvat       | 1267 – 1268             |
| - Kali Yuga          | 4446 – 4447             |
| Iransk kalender      | 723 – 724               |
| Islamisk kalender    | 746 – 747               |

Konge i Danmark: Valdemar 4. Atterdag konge af Danmark 1340-1375
Se også 1345 (tal)

## Begivenheder
- 20. marts - Saturn, Jupiter og Mars i konjunktion, hvilket blev tolket som varsel om pest